# د کانتورشنیست
د کانتورشنیست (انگلیسی: The Contortionist) یک گروه موسیقی پراگرسیو متال آمریکایی از ایندیاناپلیس، ایندیانا است که از سال ۲۰۰۷ آغاز به کار کرد.